# Palazzina Majani

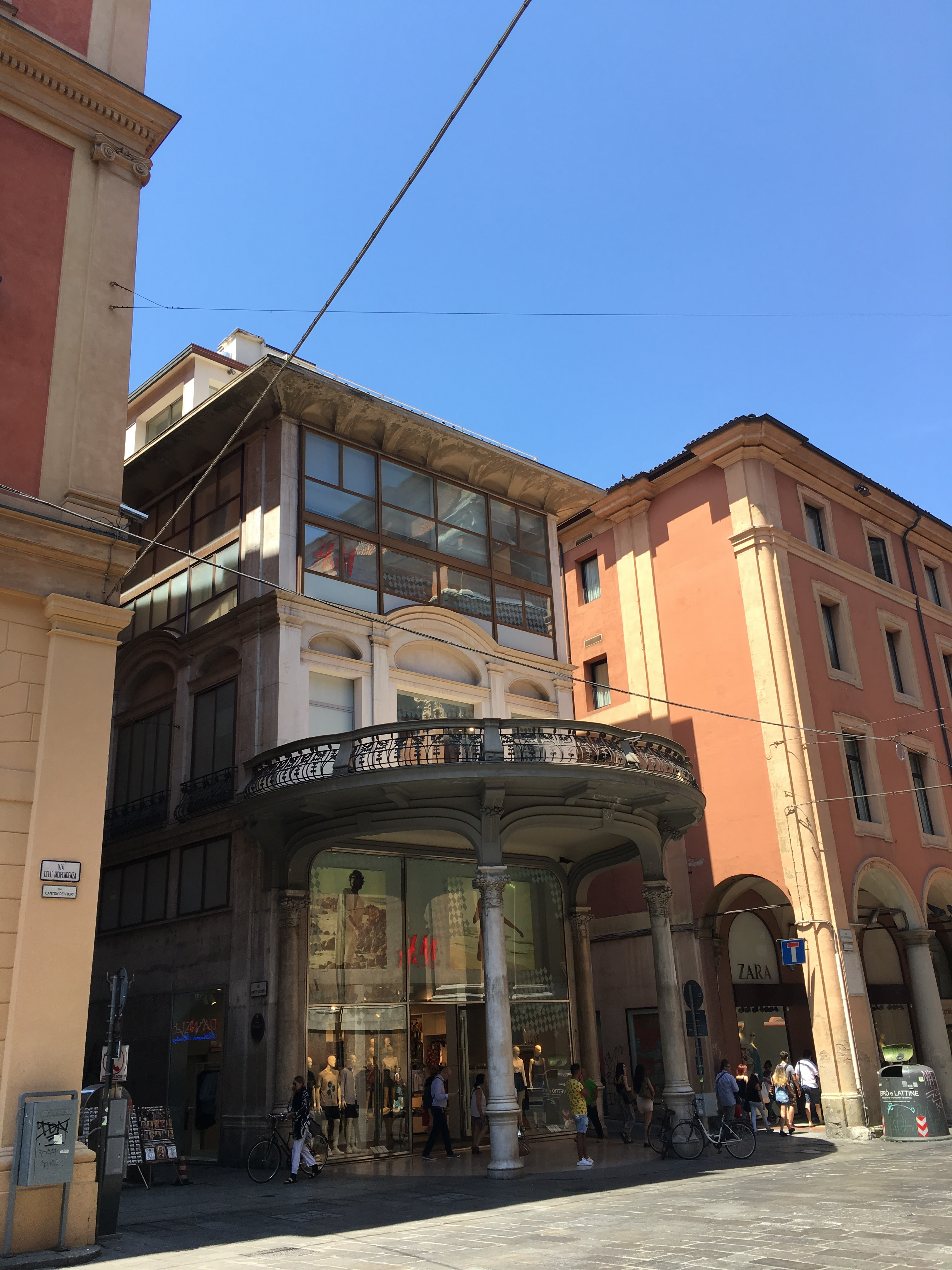
Die Palazzina Majani 2016 nach erfolgtem Umbau

Die Palazzina Majani ist ein Jugendstilpalais, das 1908 in der Via Incipendenza 4 im Zentrum von Bologna in der italienischen Region Emilia-Romagna errichtet wurde.

## Geschichte und Beschreibung
Das Gebäude wurde 1908 als Sitz der Dolciaria Majani (dt.: Süßwarenhandlung Majani) erbaut, die Ende des 18. Jahrhunderts von Teresa Majani in Bologna gegründet wurde. Das Gebäude wurde von Augusto Sezanne im Auftrag von Giuseppe Majani im typischen Jugendstil für das Konstruktionsbüro von Angelo Brunetti und Francesco Gaiba projektiert und bestand aus einem Labor, einer Bar und einem Ballsaal im Obergeschoss. Die Idee des Architekten bestand darin, mitten im Zentrum der Stadt ein „Wiener Café“ zu schaffen, das sich vom mittelalterlichen Panorama des historischen Zentrums unterscheidet.
Das Palais wurde sehr schnell einer der wichtigsten Treffpunkte des Adels und der Bourgeoisie der Stadt. Auf der Terrasse im Obergeschoss spielte sehr oft ein Orchester, das von allen Bürgern, die sich in der Innenstadt bewegten, gehört werden konnte.
1937 wurde ein Umbau der Innenräume von Melchiorre Bega organisiert, aber nur wenige Monate später wurde ein Großteil der Einrichtung durch einen Brand zerstört.
Seit 1953 war dem Palais eine Bankfiliale untergebracht, bis es 2004 durch H&M vollständig in eine Handelsimmobilie umgewandelt wurde.